# 古新田
古新田（こしんでん）は、埼玉県八潮市の大字。郵便番号は340-0823。

## 地理
埼玉県の東部地域で、八潮市の南部の沖積平野に位置する。地区のほぼ中央を中川が南北に、南側を大場川が東西に流れている。中川で隔てられた両地区を直接結ぶ橋は存在しない。そのため大瀬に架かる潮止橋に迂回する必要がある。東は大瀬、西は垳、南は垳及び大場川を挟み東京都葛飾区西水元、北は大瀬、伊勢野、茜町と隣接している。
なお、地区内に垳地区の飛地が存在する。地区のほぼ全域で区画整理が進められている。

## 由来
大瀬村の古い新田に因む地名とされる。

## 歴史
もとは江戸期より存在した武蔵国埼玉郡八条領に属する古新田村であった。古くは大瀬村の大瀬新田と称されていたが、1627年（寛永4年）に分村したと云う。浮塚村のうちに飛地を領していた。

### 沿革
- はじめは幕府領で、1662年（寛文2年）より知行は旗本森川氏となる[8]。
- 幕末の時点では埼玉郡に属し、明治初年の『旧高旧領取調帳』の記載によると、旗本森川織部の知行であった[9]。
- 1868年（慶応4年）6月19日 - 幕府領が武蔵知県事・山田政則（忍藩士）の管轄となる。
- 1869年（明治2年）1月13日 - 武蔵知県事・河瀬秀治の管轄区域に小菅県を設置、同県の管轄となる。県庁は葛飾郡小菅村に置かれる。
- 1871年（明治4年）11月14日 - 太政官布告第594号により小菅県を廃止。埼玉県の管轄となる。
- 1879年（明治12年）3月17日 - 郡区町村編制法により成立した南埼玉郡に属す。郡役所は岩槻町に設置。
- 1889年（明治22年）4月1日 - 町村制施行に伴ない、南埼玉郡伊勢野村、二町目村、木曽根村、南川崎村、大瀬村、垳村と合併し、南埼玉郡潮止村が成立、古新田村は潮止村の大字古新田となる。
- 1926年（大正15年） - 古利根川（現：中川）の改修が行われ、川の流路が地区の東側の大瀬地区から地区内のほぼ中央を二分される位置に変更される。
- 1956年（昭和31年）9月28日 - 八幡村、八條村と合併し、南埼玉郡八潮村の大字となる。
- 1964年（昭和39年）10月1日 - 町制施行により、南埼玉郡八潮町の大字となる。
- 1972年（昭和47年）1月15日 - 市制施行により、八潮市の大字となる。
- 2005年（平成17年）8月24日 - 地内につくばエクスプレスが建設され、開業する。
- 2015年（平成27年）1月31日 - 八潮南部中央一体型特定土地区画整理事業 の完成に伴い町名および地番が変更され、事業区域内にあった地区の一部（字仕込）が八潮市大瀬五丁目、六丁目及び茜町一丁目となる。これにより地内を通っていたつくばエクスプレスの所在地が茜町に変わる。

## 世帯数と人口
2020年（令和2年）11月1日現在の世帯数と人口は以下の通りである。
| 大字   | 世帯数    | 人口    |
| ------ | --------- | ------- |
| 古新田 | 1,259世帯 | 2,736人 |

## 小・中学校の学区
市立小・中学校に通う場合、学区は以下の通りとなる。
| 番地               | 小学校               |
| ------------------ | -------------------- |
| 308〜445、525〜608 | 八潮市立大曽根小学校 |
| 1〜307、609〜1152  | 八潮市立中川小学校   |
| 番地               | 中学校               |
| 全域               | 八潮市立潮止中学校   |

## 交通
地内に鉄道は敷設されていない。

### 道路
- 千葉県道・東京都道・埼玉県道54号松戸草加線
- 大正通り
- 古新田通り

## 施設
- 八潮市立潮止中学校
- 八潮市南部配水場
- 埼玉県大場川マリーナ
- 八潮市立古新田保育所
- 新大場川水門（東京都葛飾区に跨っている）
- 古新田公民館
- 八潮秘宝館 - B級スポット
- 古新田稲荷神社 - 古新田通りを挟んだ福蔵院の向かいに位置する。
- 真言宗豊山派福蔵院 - 古新田稲荷神社の別当寺
- キッツアイランド公園
- 東古新田幼児公園

※ 八潮古新田郵便局は大字大瀬に立地する。以前は名前の通り地内の八潮市立中川小学校の南西側（古新田931番地の辺り）に所在した。